# ヒシレイシ
ヒシレイシ（菱茘枝、学名: Indothais lacera）は、アッキガイ科に分類される巻貝の一種で、カタトゲレイシガイとも呼ばれる。2013年に設立された属 Indothais Claremont, Vermeij, S. T. Williams & D. Reid, 2013 のタイプ種である。殻高約5 cm 前後、円錐を上下に合わせたような形の殻をもつ巻貝である。中国語名は可変茘枝螺 (kě biàn lì zhī luó)。

## 形態
螺層毎に肩が張り、約45°ごとに突起が出る。貝殻は厚くはないが堅固。体層に褐色の細い螺肋が多数めぐらされる。殻口は広く、軸唇に白色ないし淡橙色の滑層が広がる。水管溝は伸びずに外へ向かって開く。成長段階によっては螺層の肩に突起が出ないものや、殻口近くが螺塔から離れた方向へ捻じれたものもある。蓋は角質で外側に殻がある。卵は細長い鞘が林立したような卵嚢として岩礁上に産みつけられる。

## 分布
インド洋から東南アジアの潮間帯岩石間にふつう。また地中海東端にも生息するほか、近年ではブラジルで外来種として報告されている。